# Галиндо, Мария
Мария Рене Галиндо Недер (исп. María Renée Galindo Nedder; род. 15 сентября 1964) — боливийская анархо-феминистка, психолог, писательница и публицистка, соучредительница и глава коллектива «Женщины творящие» (исп. Mujeres Creando). Работала радио- и телеведущей. Она написала три книги, а также выступала сценаристкой.

## Жизнь и деятельность
Мария Галиндо Недер родилась в 1964 году в Кочабамбе (по другим источникам, в Ла-Пасе) в семье из верхов среднего класса. Училась в школе в 1970—1981 годах. Мария покинула Боливию по визе монахини, чтобы учиться в университете Ватикана Она вернулась в 1992 году.
В 1992 году вместе с Хульетой Паредес и Моникой Мендоса она стала соучредительницей боливийского коллектива «Женщины творящие» (Mujeres Creando) — общественного движения анарха-феминистского толка. Она ведет регулярную радиопрограмму от Mujeres Creando. За свои действия (часто являющиеся перформансом или уличным театром) её несколько раз арестовывала и преследовала боливийская полиция, хотя ее старший брат Хосе Антонио Галиндо Недер был министром при бывшем президенте Карлосе Меса.
Галиндо — психолог, преподает социологию в Высшем университете Сан-Андреса. Она защищает права женщин, ставших жертвами жестокого обращения и сексуальных домогательств в мачистском латиноамериканском обществе. В 2006 году она выдвигала свою кандидатуру в Учредительное собрание от «Движения за свободную Боливию», что стало символическим актом и критикой самого процесса. В этом контексте она составила «Феминистскую политическую конституцию государства».
В 2007 году вышла их совместная с аргентинкой Соней Санчес книга «Ни одна женщина не рождена быть шлюхой». В 2013 году она опубликовала книгу «Нельзя деколонизировать без депатриархизации», в которой критикует патриархат как основу любого господства, включая расизм. В 2017 году она представила книгу «Нет политической свободы без сексуальной». В конце 2019 года Галиндо оказалась вовлечённой в полемику из-за статьи, в которой она подвергла резкой критике и. о. президента Боливии Жанин Аньес.
В 2019 году Поль Б. Пресиадо написал о ней: «За последние 15 лет Галиндо создала радикальную художественную практику: Художница, перформер, активистка, писательница и соосновательница боливийского коллектива Mujeres Creando, она привносит субальтерные практики и знания женщин коренных народов в диалог с политическими и литературными традициями анархизма, панка и цветного феминизма. Но что может сделать искусство перед лицом авторитарного неоколониализма, в котором логика феминизма и политики идентичности коренных народов были поглощены гуманистическим, религиозным и неолиберальным дискурсом. как новые стратегии контроля? Галиндо отвечает, выводя искусство из пространств рынка и галерей и возвращая его обратно в то место, где оно родилось: в общественное пространство, на площадь, в социальный ритуал. [Акции организации вроде Pasarela Feminista в Санта-Крусе в 2014 году] стремились противостоять идеализированному, белому и гетеросексуальному женскому телу — образу, увековеченному мейнстримыми медиа, — посредством 13-часового „бунта“ женщин на улицах города, когда они произносили речи, идя по импровизированному подиуму в нарядах, которые, по их мнению, отражали их собственные тела и опыт женщин из числа коренного населения».
В 2022 году она написала «De Ella Feminismo Bastardo», в которой развивает идею нелегитимного феминизма: «идея о том, что социальная борьба не производит знаний, не производит теории, что это не место, где генерируются знания, является совершенно вертикальной и отчуждающей», — объясняет она.

## Избранные произведения
- 2013, No se puede Descolonizar sin Despatriarcalizar, ISBN 97899954-2-622-4
- 2007, Ninguna mujer nace para puta (с Соней Санчес), ISBN 978-987-21900-3-3
- 2004, Archivo Cordero 1900—1961
- 2022, Feminismo Bastardo
- 2022, Америка: арт-работа, состоящая из трех аудиовизуальных произведений и граффити. Музей королевы Софии, Мадрид.